# Martin Behaim
Martin Behaim ali Behem (tudi Martin Bohemus in latinsko Martinus de Boemia), nemško-portugalski popotnik, pomorščak, geograf, kartograf in kozmograf, * 6. oktober 1459, Nürnberg, Nemčija, † 29. julij 1507, Lizbona, Portugalska.

## Življenje in delo
Kot trgovec v flamski trgovini je Behaim prvič obiskal Portugalsko okoli leta 1480. Postal je svetovalec za navigacijo portugalskega kralja Janeza II. (1455-1495). 
Verjetno je v navigaciji za določevanje višine Sonca, Lune in zvezd pri določevanju časa in zemljepisne širine uporabljal medeninasti astrolab namesto okornih lesenih astrolabov. 
Leta 1484 mu je podal opis svoje pomorske odprave Diogo Gomez. Resničnost njegovih navedb pa danes ostaja vprašljiva. Po vsej verjetnosti je Behaim od leta 1485 do 1486 potoval do vzhodne obale Afrike vse do rta Cross v današnji Namibiji na drugem potovanju Dioga Cãoja (Diego Cao, Diogo Cam). 
Leta 1490 se je vrnil v Nürnberg kjer je začel izdelovati globus Zemlje (Zemljino jabolko (Erdapgel) s pomočjo slikarja Georga Albrechta Glockenthona (Glockendona). Izdelal ga je do leta 1492. Sedaj ga hranijo v Germanskem narodnem muzeju (Germanisches Nationalmuseum (GNM)) v Nürnbergu. Njegov opis je bil precej netočen in zastarel, še posebej, navkljub Caojevi pomorski odpravi, glede vzhodne obale Afrike. Izdelava globusa je prav gotovo vplivala tudi na Kolumbove poskuse pluti do Indije.
Behaim je trdil, da je bil Regiomontanov učenec. Bil je zaslužen tudi za razširjanje Regiomontanovih Efemerid iz leta 1474 z vsakodnevnimi legami planetov, ki so bile že nekaj let pozneje po vsem svetu znane in slavne, saj so mnoge pomorščake kot Balboo, Cabota, Cabrala, Cartierja, Covilha, Diasa, da Gamo, Gomeza, Kolumba, Magellana, da Verrazana in Vespuccija varno vodile po svetovnih morjih.